# فیلیپ گرگیچ
فیلیپ گرگیچ (انگلیسی: Filip Grgić؛ زادهٔ ۲۵ اکتبر ۱۹۸۹) یک تکواندوکار اهل کرواسی است.
از افتخارات وی می‌توان به کسب مدال طلا وزن ۶۲ کیلوگرم در مسابقات جهانی تکواندو ۲۰۰۷ اشاره کرد.